# Canton du Couserans Ouest
Le canton du Couserans Ouest est une circonscription électorale française du département de l'Ariège créée par le décret du 18 février 2014 et entrée en vigueur lors des élections départementales de 2015.

## Histoire
Un nouveau découpage territorial de l'Ariège entre en vigueur à l'occasion des élections départementales de mars 2015, défini par le décret du 18 février 2014, en application des lois du 17 mai 2013 (loi organique 2013-402 et loi 2013-403). Les conseillers départementaux sont, à compter de ces élections, élus au scrutin majoritaire binominal mixte. Les électeurs de chaque canton élisent au Conseil départemental, nouvelle appellation du Conseil général, deux membres de sexe différent, qui se présentent en binôme de candidats. Les conseillers départementaux sont élus pour 6 ans au scrutin binominal majoritaire à deux tours, l'accès au second tour nécessitant 12,5 % des inscrits au 1er tour. En outre la totalité des conseillers départementaux est renouvelée. Ce nouveau mode de scrutin nécessite un redécoupage des cantons dont le nombre est divisé par deux avec arrondi à l'unité impaire supérieure si ce nombre n'est pas entier impair, assorti de conditions de seuils minimaux. Dans l'Ariège, le nombre de cantons passe ainsi de 22 à 13.
Le canton du Couserans Ouest est formé de communes des anciens cantons de Castillon-en-Couserans (26 communes) et de Saint-Girons (4 communes). Le canton est entièrement inclus dans l'arrondissement de Saint-Girons. Le bureau centralisateur est situé à Saint-Girons.

## Représentation
| Période élective | Période élective | Mandat | Mandat   | Identité          | Nuance | Nuance | Qualité                                                                                           |
| ---------------- | ---------------- | ------ | -------- | ----------------- | ------ | ------ | ------------------------------------------------------------------------------------------------- |
| 2015             | 2021             | 2015   | 2021     | Christine Gaston  |        | PS     | Ancienne conseillère municipale d'Arrout                                                          |
| 2015             | 2021             | 2015   | 2021     | Henri Nayrou      |        | PS     | Ancien député, ancien maire de La Bastide-de-Sérou Président du conseil départemental (2014-2019) |
| 2021             | 2028             | 2021   | en cours | Nadine Nény       |        |        | Retraitée de l'enseignement Maire de Bonac-Irazein                                                |
| 2021             | 2028             | 2021   | en cours | Jean-Noel Vigneau |        |        | Professeur - Maire de Saint-Girons Président de la Communauté de communes Couserans-Pyrénées      |

### Résultats détaillés

#### Élections de mars 2015
À l'issue du 1er tour des élections départementales de 2015, deux binômes sont en ballottage : Christine Gaston et Henri Nayrou (PS, 46,86 %) et Bernard Gondran et Sandrine Pujol (DVD, 18,29 %). Le taux de participation est de 55,61 % (4 754 votants sur 8 549 inscrits) contre 55,65 % au niveau départemental et 50,17 % au niveau national.
Au second tour, Christine Gaston et Henri Nayrou (PS) sont élus avec 66,93 % des suffrages exprimés et un taux de participation de 54,83 % (2 724 voix pour 4 679 votants et 8 534 inscrits).

#### Élections de juin 2021
Le premier tour des élections départementales de 2021 est marqué par un très faible taux de participation (33,26 % au niveau national). Dans le canton du Couserans Ouest, ce taux de participation est de 43,13 % (3 646 votants sur 8 453 inscrits) contre 42,44 % au niveau départemental. À l'issue de ce premier tour, deux binômes sont en ballottage : Nadine Nény et Jean-Noël Vigneau (SE, 44,72 %) et Marion Bousquet et Christophe Mirouse (PS, 25,86 %).
Le second tour des élections est marqué une nouvelle fois par une abstention massive équivalente au premier tour. Les taux de participation sont de 34,3 % au niveau national, 43,46 % dans le département et 44,23 % dans le canton du Couserans Ouest. Nadine Nény et Jean-Noel Vigneau (SE) sont élus avec 56,84 % des suffrages exprimés (1 974 voix pour 3 747 votants et 8 471 inscrits),,.

## Composition
Le canton du Couserans Ouest comprenait trente communes entières à sa création.
À la suite de la fusion, au 1er janvier 2017, des Bordes-sur-Lez et de Uchentein pour former la commune de Bordes-Uchentein, le nombre de communes descend à 29.
| Nom                                  | Code Insee | Intercommunalité      | Superficie (km2) | Population (dernière pop. légale) | Densité (hab./km2) | Modifier                                    |
| ------------------------------------ | ---------- | --------------------- | ---------------- | --------------------------------- | ------------------ | ------------------------------------------- |
| Saint-Girons (bureau centralisateur) | 09261      | CC Couserans-Pyrénées | 19,13            | 6 129 (2022)                      | 320                | modifier les données · modifier les données |
| Antras                               | 09011      | CC Couserans-Pyrénées | 20,02            | 74 (2022)                         | 3,7                | modifier les données · modifier les données |
| Argein                               | 09014      | CC Couserans-Pyrénées | 11,09            | 192 (2022)                        | 17                 | modifier les données · modifier les données |
| Arrien-en-Bethmale                   | 09017      | CC Couserans-Pyrénées | 14,59            | 123 (2022)                        | 8,4                | modifier les données · modifier les données |
| Arrout                               | 09018      | CC Couserans-Pyrénées | 3,02             | 92 (2022)                         | 30                 | modifier les données · modifier les données |
| Aucazein                             | 09025      | CC Couserans-Pyrénées | 6,02             | 62 (2022)                         | 10                 | modifier les données · modifier les données |
| Audressein                           | 09026      | CC Couserans-Pyrénées | 3,98             | 146 (2022)                        | 37                 | modifier les données · modifier les données |
| Augirein                             | 09027      | CC Couserans-Pyrénées | 9,84             | 80 (2022)                         | 8,1                | modifier les données · modifier les données |
| Balacet                              | 09034      | CC Couserans-Pyrénées | 2,12             | 47 (2022)                         | 22                 | modifier les données · modifier les données |
| Balaguères                           | 09035      | CC Couserans-Pyrénées | 17,84            | 197 (2022)                        | 11                 | modifier les données · modifier les données |
| Bethmale                             | 09055      | CC Couserans-Pyrénées | 31,61            | 100 (2022)                        | 3,2                | modifier les données · modifier les données |
| Bonac-Irazein                        | 09059      | CC Couserans-Pyrénées | 38,13            | 125 (2022)                        | 3,3                | modifier les données · modifier les données |
| Bordes-Uchentein                     | 09062      | CC Couserans-Pyrénées | 54,48            | 216 (2022)                        | 4,0                | modifier les données · modifier les données |
| Buzan                                | 09069      | CC Couserans-Pyrénées | 8,55             | 40 (2022)                         | 4,7                | modifier les données · modifier les données |
| Castillon-en-Couserans               | 09085      | CC Couserans-Pyrénées | 4,94             | 433 (2022)                        | 88                 | modifier les données · modifier les données |
| Cescau                               | 09095      | CC Couserans-Pyrénées | 5,32             | 162 (2022)                        | 30                 | modifier les données · modifier les données |
| Engomer                              | 09111      | CC Couserans-Pyrénées | 7,60             | 314 (2022)                        | 41                 | modifier les données · modifier les données |
| Eycheil                              | 09119      | CC Couserans-Pyrénées | 4,77             | 530 (2022)                        | 111                | modifier les données · modifier les données |
| Galey                                | 09129      | CC Couserans-Pyrénées | 9,35             | 113 (2022)                        | 12                 | modifier les données · modifier les données |
| Illartein                            | 09141      | CC Couserans-Pyrénées | 3,97             | 73 (2022)                         | 18                 | modifier les données · modifier les données |
| Montégut-en-Couserans                | 09201      | CC Couserans-Pyrénées | 6,18             | 73 (2022)                         | 12                 | modifier les données · modifier les données |
| Moulis                               | 09214      | CC Couserans-Pyrénées | 36,55            | 796 (2022)                        | 22                 | modifier les données · modifier les données |
| Orgibet                              | 09219      | CC Couserans-Pyrénées | 7,45             | 164 (2022)                        | 22                 | modifier les données · modifier les données |
| Saint-Jean-du-Castillonnais          | 09263      | CC Couserans-Pyrénées | 4,74             | 28 (2022)                         | 5,9                | modifier les données · modifier les données |
| Saint-Lary                           | 09267      | CC Couserans-Pyrénées | 33,91            | 147 (2022)                        | 4,3                | modifier les données · modifier les données |
| Salsein                              | 09279      | CC Couserans-Pyrénées | 5,73             | 46 (2022)                         | 8,0                | modifier les données · modifier les données |
| Sentein                              | 09290      | CC Couserans-Pyrénées | 59,18            | 170 (2022)                        | 2,9                | modifier les données · modifier les données |
| Sor                                  | 09297      | CC Couserans-Pyrénées | 1,08             | 28 (2022)                         | 26                 | modifier les données · modifier les données |
| Villeneuve                           | 09335      | CC Couserans-Pyrénées | 5,00             | 42 (2022)                         | 8,4                | modifier les données · modifier les données |
| Canton du Couserans Ouest            | 0904       |                       | 436,19           | 10 742 (2022)                     | 25                 | modifier les données                        |

## Démographie
En 2022, le canton comptait 10 742 habitants, en évolution de +0,06 % par rapport à 2016 (Ariège : +1,48 %, France hors Mayotte : +2,11 %).
| 2013   | 2018   | 2022   |
| ------ | ------ | ------ |
| 10 693 | 10 824 | 10 742 |